# Hubertus (Montanunternehmen)
Die Hubertus Braunkohlen-Aktiengesellschaft war ein deutsches Montanunternehmen im Rheinischen Braunkohlerevier. Die Gesellschaft wurde 1908 von Carl Brendgen und Josef Abs in Brüggen bei Liblar im Rhein-Erft-Kreis gegründet. Sie betrieb mehrere Bergwerke und Brikettfabriken. Großaktionäre waren ab 1924 die jüdische Familie Petschek (Aussig) und ab 1939 die Familie Abs (Bonn), die das Unternehmen in die Erft-Bergbau AG überführte. Das betriebliche Vermögen gelangte 1957 zur Roddergrube AG, die 1960 im Zuge der großen Fusion der rheinischen Braunkohlenwerke in Rheinbraun aufging.

## Gründung

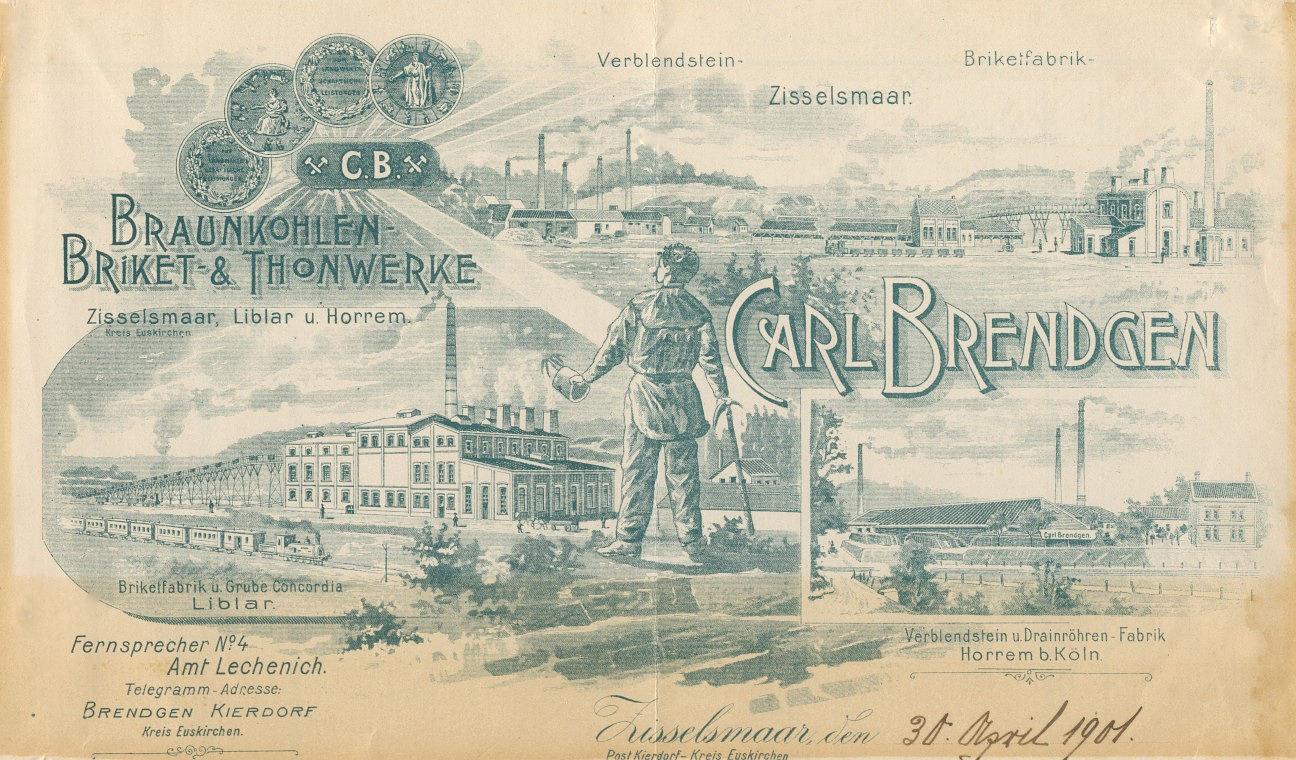
Briefkopf der Brendgen-Werke (1901)

Im Jahr 1872 erwarb Carl Brendgen von der gräflichen Familie Wolff-Metternich zu Gymnich die Konzession für die neu zu erschließende Grube Hubertus bei Zieselsmaar. Der Abbau erfolgte zunächst im Tiefbau mittels Stollen, die an Senken und Abhängen bis ins Flöz vorangetrieben wurden. In unmittelbarer Nähe zu dem Kohlefeld ließ er im selben Jahr unter der Firmierung „Carl Brendgen, Braunkohlen-, Briket- & Thonwerke in Zieselsmaar“ eine Fabrik mit technisch modernsten Brikettierpressen der Zeitzer Eisengießerei und Maschinenbau AG errichten. In den folgenden Jahren kaufte und pachtete Brendgen weitere Braunkohlenfelder in Zieselsmaar, Kierdorf und Liblar, wo er ebenfalls Brikettfabriken eröffnete.
Die im Vergleich zu Klütten handlichen, geruchsneutralen und fast sauberen Briketts mit der Prägung CB hatten einen guten Heizwert und entwickelten sich schnell zu einem Verkaufsschlager. Der Erfolg wurde durch den Bergarbeiterstreik an der Ruhr von 1889 begünstigt, weil er die Verbraucher, die bisher mit Steinkohle geheizt hatten, zwang, auf Braunkohlen-Briketts zurückzugreifen. Dabei lernten sie erstmals den wesentlich verbesserten Heizwert der Briketts und ihren im Vergleich zur Steinkohle deutlich günstigeren Preis schätzen. Privatkunden kamen aus Köln und dem weiten Umfeld der Eifel nach Zieselsmaar, um Briketts für 25 Pfennig den Zentner zu kaufen.
Der Tagebau Hubertus wurde 1902 erschlossen. Die immer aufwendigere technische Modernisierung der Betriebe: moderne Fördereinrichtungen (Bagger), Maschinenhäuser, Entstaubungsanlagen, Pressen, Trockenhäuser, Kläranlagen etc. erforderte immer höhere Investitionen. Um kapitalkräftige Gesellschafter an das Unternehmen zu binden, folgte 1906 die Gründung der tausendteiligen Gewerkschaft Hubertus. Im selben Jahr eröffnete die Gesellschaft die neue Brikettfabrik Hubertus in Brüggen. Die Gewinnung der Kohle erfolgte fortan in allen Gruben der Gewerkschaft ausschließlich im Tagebaubetrieb.
Enger Vertrauter von Brendgen und Vorstandsmitglied ab 1905 war der Wirtschaftsjurist Josef Abs, der selbst mehrere Kuxe (Bergwerksanteile) an der Gewerkschaft hielt. Unter seiner maßgeblichen Leitung wurde am 30. Dezember 1908 im Wege der Bargründung die Hubertus Braunkohlen-Aktiengesellschaft zu Brüggen (Erft) bei Liblar errichtet, die die gesamten 1000 Kuxe der Gewerkschaft Hubertus zu je 3000 Mark das Stück erwarb und als einzige Gewerkin am 23. März 1909 die Auflösung der Gewerkschaft beschloss. Der Bergwerksbesitz umfasste die Grubenfelder Hubertus, Wiesgen, Walrafsgrube, Axersrott, Wurmsrott und Hubertus-Erweiterung mit einer Gesamtgröße von 1.324.500 m². Zunächst wurden auf Wunsch von Carl Brendgen dessen Tochterunternehmen, unter anderem die Gewerkschaft Kohlenquelle in Kierdorf und die Braunkohlen- und Brikettwerke Concordia-Liblar GmbH in Liblar, nicht in die Aktiengesellschaft überführt.

## Anteilseigner
Im Februar 1914 übernahm die Gesellschaft sämtliche Kuxe der Gewerkschaft Kohlenquelle, die fortan als Tochterunternehmen in der Rechtsform einer GmbH operierte. Durch diese Akquisition geriet die Hubertus Braunkohlen-AG in den ersten Monaten des Ersten Weltkriegs in eine finanzielle Krise. Der Zukauf ließ die Rücklagen schrumpfen, die Produktion und die Dividende gingen zurück. Hauptsächliche Ursachen waren gestiegene Öl- und Metallpreise, insbesondere aber der Arbeitskräftemangel infolge von Einberufungen sowie die Requisition von Pferden, Wagen, Wagons und anderen Gerätschaften für Heereszwecke. Trotz reger Nachfrage konnten die Lagerbestände nicht abgestoßen und die Produktion nicht aufrechterhalten werden. Vor diesem Hintergrund beschloss die Hauptversammlung im Frühjahr 1915 eine Kapitalerhöhung. Diese nutzte der österreichische Braunkohlenindustrielle Ignaz Petschek und kaufte über einen längeren Zeitraum hinweg sukzessive Aktien der Gesellschaft über die Börse (Feindliche Übernahme).
Im März 1916, nach dem Tod von Carl Brendgen, übernahm Josef Abs den Vorstandsvorsitz der Gesellschaft. Im selben Jahr wurde die Braunkohlen- und Brikettwerk Concordia-Liblar GmbH als weiteres Tochterunternehmen in die Hubertus-Gruppe integriert. Da sich mit Ausbruch des Ersten Weltkriegs die Bedeutung von Braunkohle für die Rüstungsindustrie enorm erhöht hatte, verzeichnete die Hubertus spätestens ab 1916 hohe Gewinne und war – wie alle Bergwerksunternehmen während des Krieges – aufgrund der wachsenden Kohlenknappheit jeder Absatzsorgen enthoben.
Nach Kriegsende ging die Nachfrage schlagartig zurück, sodass im Oktober 1919 während einer außerordentlichen Hauptversammlung eine erneute Kapitalerhöhung beschlossen werden musste – und zwar durch Ausgabe von 4000 Vorzugsaktien a. 1000 Mark. Damit verdoppelte sich das Grundkapital der Gesellschaft von 4,5 auf 8,5 Millionen Mark (entspricht heute einer Kaufkraft von 114.072.092 Euro). Im Zuge der Rheinlandbesetzung beschlagnahmten französische Truppen zur Eigennutzung im April 1923 die Bergwerke und sämtliche Lagerbestände der Gesellschaft. Die Besatzer verursachten im Mai 1923 ein Großfeuer im Tagebau Concordia, das drei Wochen brannte und die Grubenausrüstung vollständig zerstörte. Erst nachdem der deutschen Verwaltung gestattet wurde, selbst an den Löscharbeiten teilzunehmen, konnte der Brand bewältigt werden. Im Dezember 1923 erhielt das Unternehmen die Bergwerke zurück.
Ab 1924 befand sich die Gesellschaft finanziell wieder in bester Verfassung. Seit der letzten Kapitalerhöhung war der größte Teil der neu ausgegebenen Aktien in den Besitz der Aussiger Petscheks übergangen. Hierbei handelte es sich um ein riesiges Kohle-Imperium, das bis 1934 von Ignaz Petschek (1857–1934) und danach von seinen Söhnen Ernst (1887–1956), Karl (1890–1960), Franz (1894–1963) und Wilhelm (1896–1980) geleitet wurde. Der bedeutendste Grundbesitz der Aussiger Petscheks in Deutschland lag in Oberschlesien. Mit dem Erwerb von über 70 % aller Aktien der Hubertus Braunkohlen-AG drangen die Petscheks im Jahr 1924 in das Rheinische Braunkohlerevier ein. Hubertus-Kleinaktionäre warfen den Petscheks wiederholt vor, sich durch Thesaurierung Sondervorteile verschafft zu haben.
Aufsichtsratsmitglieder waren unter anderem ab 1923 Paul Silverberg, ab 1924 Waldemar von Oppenheim (Sal. Oppenheim) und Ernst Petschek sowie Hermann Josef Abs (Sohn von Josef Abs) und ab 1930 Wilhelm Petschek. Josef Abs blieb bis Juni 1938 Vorstandsvorsitzender und wurde anschließend Aufsichtsratsvorsitzender. Er hielt, gemeinsam mit seinen Söhnen Clemens Abs und Hermann Josef Abs (der 1938 in den Vorstand der Deutschen Bank wechselte), bis 1939 eine Minderheitsbeteiligung in Höhe von 16,2 % an der Hubertus Braunkohlen-Aktiengesellschaft.
Von 1929 bis 1938 gab die Gesellschaft jährlich eine Dividende von kontinuierlich 8 % ab. Ab 1937 beteiligte sich das Unternehmen mit hohen Anteilen an der Union Rheinische Braunkohlen Kraftstoff AG, die im Rahmen der nationalsozialistischen Autarkiepolitik aus Braunkohle synthetische Kraftstoffe herstellte. Im selben Jahr wurden alle Tochterunternehmen unter Übertragung sämtlicher Vermögen und Schulden auf die Hubertus Braunkohlen-AG aufgelöst. Enge Geschäftsverbindungen bestanden unter anderem zur Roddergrube AG, zur Gewerkschaft Hürtherberg, Vereinigte Deutsche Metallwerke AG und zum Rheinischen Braunkohlensyndikat, bei all denen Josef Abs als Vorsitzender oder Mitglied im Aufsichtsrat vertreten war.

## Arisierung
Ein Erlass vom 4. Januar 1938 definierte als jüdische Unternehmen diejenigen, die in jüdischem Besitz waren oder von Juden beherrscht wurden. Dieser Fall war gegeben, wenn entweder ein Mitglied des Vorstands oder ein persönlich haftender Gesellschafter oder auch ein Viertel des Aufsichtsrats im Sinne der Nürnberger Gesetze jüdisch war. Mehrheitsaktionär der Hubertus Braunkohlen-AG war die jüdische Familie Petschek (Aussig). Sie waren seit 1919 tschechoslowakische Staatsbürger, lebten aber bis 1934 überwiegend in Berlin und etablierten sich bis 1938 in der Schweiz, später in Amerika. Bereits während der Weltwirtschaftskrise hatte die Familie ihr Vermögen größtenteils auf ausländische Gesellschaften übertragen.
Die Arisierung begann mit dem Vorwurf der Finanzbehörden, dass über die Hubertus Braunkohlen-AG eine Kapitalflucht in Höhe von 70 Millionen Reichsmark (RM) erfolgt sei. Dabei habe die Familie Petschek über viele Jahre zu Unrecht von dem deutsch-tschechoslowakischen Doppelbesteuerungsabkommen profitiert, weil der Firmensitz in Deutschland und nicht im Ausland lag. Hohe Steuernachforderungen und Strafandrohungen sollten einen Zwangsverkauf der Aktien an den Staat ermöglichen. Historiker wie Andrea Löw und Lothar Gall halten die „Vorwürfe für nicht aus der Luft gegriffen“. So befanden sich wesentliche Teile der im Ausland liegenden Aktien bei zwei Holdinggesellschaften, der Helimont AG in Glarus (Schweiz) und der Park Trust Comp. in Monte Carlo, die sich verschleiert über ausländische Strohmänner im Besitz der Petscheks befanden. Schon seit 1932 waren von den Hubertus-Stammaktien 73,6 Prozent im Besitz der Helimont AG und der Deutschen Industrie AG (Berlin), deren Aktien ebenfalls bei der Helimont AG lagen.
Am 14. Juni 1938 konkretisierte die Dritte Verordnung zum Reichsbürgergesetz nochmals die einzelnen Kriterien, nach denen ein Unternehmen als jüdisch zu bezeichnen war. Um eine Zerschlagung der Gesellschaft zu verhindern, traten Ernst und Wilhelm Petschek am 20. Juni 1938 aus dem Aufsichtsrat der Hubertus aus. Josef Abs und Hermann Schmidt, beide langjährige enge Vertraute der Petscheks, wechselten vom Vorstand in den Aufsichtsrat. Als Vorsitzender wurde Josef Abs gewählt. Den Vorstandsvorsitz übernahm Ewald Droop vom Mitteldeutschen Braunkohlen-Syndikat. Diese Entscheidungen traf, wie Ernst und Wilhelm Petschek nach dem Zweiten Weltkrieg selbst angaben, die Familie Petschek. Unter der Führung von Josef Abs versuchte der neue Aufsichtsrat in der Folgezeit mit allen Mitteln die Gesellschaft zu erhalten und bestritt in Stellungnahmen gegenüber der Oberfinanzdirektion Köln auf das heftigste, dass die Hubertus Braunkohlen-AG ein Bestandteil des Petschek-Konzern sei.
Anfang Oktober 1938 wurde das Unternehmen gezwungen, eine vollständige Liste aller Konten, Passiva und Aktiva im Ausland vorzulegen. Am 28. Oktober 1938 traf dann bei der Geschäftsleitung eine Ordnungsverfügung ein, die alle Finanztransaktionen des Unternehmens, vor allem ins Ausland, behinderte. Noch fataler wurde die Situation, als das Reichswirtschaftsministerium am 3. Dezember 1938 einen Treuhänder einsetzte. Dieser hatte die Aufgabe, die Hubertus Braunkohlen-AG aufzulösen und zu verkaufen. Die Vermögenswerte der Hubertus zogen die größten und mächtigsten Gesellschaften der Montanindustrie an: Wintershall, Salzdetfurth, Mitteldeutsche Stahlwerke, BUBIAG, The Henckel von Donnersmarck Beuthen Estates Ltd., Gräflich Schaffgotsch’sche Werke, DEA Deutsche Erdöl AG, IG Farben und insbesondere die Flick-Gruppe – sie alle traten an den Treuhänder heran. Proteste des Aufsichtsrats mit dem Ziel, die Hubertus von der Arisierung auszunehmen, scheiterten. Sämtliche Eingaben und juristische Widersprüche blieben ohne Wirkung, verzögerten jedoch den Zwangsverkauf.
Anfang September 1939, bei Ausbruch des Zweiten Weltkriegs, war über die weitere Zukunft der Hubertus Braunkohlen-AG noch nicht entschieden. Zeitweise sah es sogar so aus, als wäre die Gesellschaft bereits an eine staatliche Auffanggesellschaft, übertragen worden. Den Petscheks war spätestens seit Kriegsbeginn klar, dass sie auf absehbare Zeit keinen direkten Einfluss auf das Unternehmen ausüben würden können. Vor diesem Hintergrund führte Ernst Petschek, der älteste und maßgebliche der Brüder Petschek, mit Hermann Josef Abs am 19. September 1939 in Zürich ein Gespräch über die Übertragung, respektive den Verkauf der Hubertus. Abs erhielt von Petschek eine Handlungsvollmacht und versprach, die Interessen der Petscheks zu wahren. Einigkeit bestand darin, dass die Hubertus Braunkohlen-AG weder der Staat, noch irgendwelche Großkonzerne erhalten sollte. Letztlich wurde der gesamte Bergwerksbetrieb am 29. Dezember 1939 an die Erft-Bergbau AG verkauft.
Die Transaktion führte die Deutsche Bank durch, die einen Teil der Aktien an die Familie Abs weiterverkaufte. Der Gesamtbetrag in Höhe von 5.750.000 RM entsprach dem Tageskurs der Hubertus-Aktien am Börsenmarkt und war nicht unangemessen. Für die Historiker Harold James und Lothar Gall bestehen keine Zweifel daran, dass die Petscheks während des Verkaufs Vertrauen in den Charakter und die Vertrauenswürdigkeit von Vater und Sohn Abs hatten. Die Auflösung der Hubertus Braunkohlen-AG erfolgte noch vor der Abwicklung. Dazu vermeldete der Völkische Beobachter am 8. März 1940:

„Im Zuge der Entjudung des ehemaligen Petschek-Konzerns sind von dem Treuhänder folgende Gesellschaften, die sich in Abwicklung befinden, aufgelöst worden: Niederlausitzer Kohlenwerke AG, Eintracht Braunkohlenwerke und Brikettfabriken, Braunkohlenwerke Leonhardt AG, Braunkohlenwerke Borna AG, Phönix AG für Braunkohlenverwertung, Hubertus Braunkohlen-AG, Öhringen Bergbau AG. Das Interesse der nichtjüdischen Kleinaktionäre hat bei allen Entschließungen Berücksichtigung gefunden.“

Nachweislich erfolgte die Liquidation der Hubertus gegen den Willen der Aufsichtsratsmitglieder und aller Beteiligten der Geschäftsleitung. Bei sämtlichen Petschek-Gesellschaften wurde der Beschluss zur Auflösung am 28. Dezember 1939 von Staatswegen gefasst. Die Liquidationseröffnung fand einen Tag später statt. Die Abwicklung der Hubertus Braunkohlen-AG verzögerte sich bis 1941, die Restausschüttung erfolgte Ende August 1942.

## Erft-Bergbau AG
Um ein Eindringen auswärtiger Interessenten in das Rheinische Braunkohlerevier zu verhindern, gründeten einheimische Gesellschafter unter der Führung von Josef Abs am 27. Dezember 1939 die Erft-Bergbau AG, die am 29. Dezember 1939 für 5.750.000 RM den Hubertus-Gewerbebetrieb übernahm. In dieser Summe waren Anteile an der Union Rheinische Braunkohlen Kraftstoff AG in Höhe von 1.485.000 RM und andere Unternehmensbeteiligungen enthalten. Aufsichtsratsmitglieder waren: Josef Abs (Vorsitz), Gustav Brecht, Hermann Josef Abs, Otto Maigler, Edmund Tobies und Curt Wegge. Am Grundkapital der Erft-Bergbau AG in Höhe von 3 Millionen RM beteiligte sich Josef Abs mit 50 %, wofür er hohe Schulden aufnehmen musste. Die andere Hälfte teilten sich:
- die Vereinigungsgesellschaft rheinischer Braunkohlenwerke (Köln),
- die Braunkohlen- und Brikettwerke Roddergrube AG (Brühl),
- die Gewerkschaft Beisselgrube (Köln),
- die Hendrik Daelen & Co. KG (Köln),
- das Bankhaus Delbrück von der Heydt & Co. (Köln).[27]

Am 24. Mai 1943 verstarb Josef Abs im Alter von 80 Jahren. Sein Sohn Hermann Josef wehrte sich in der Folgezeit vehement gegen die Versuche anderer Montanunternehmen, die Anteile der Familie Abs zu übernehmen. Auf den unmittelbaren Betrieb nahm er aber keinen Einfluss. Er folgte seinem Vater auch nicht als Aufsichtsratsvorsitzender, behielt aber als Mitglied sein Aufsichtsratsmandat. Mit Unterstützung von Hermann Josef Abs erhielt die Familie Petschek im Zuge der Restitution nach dem Zweiten Weltkrieg 4,5 Millionen DM von der Erft-Bergbau AG als Ablösesumme ausgezahlt. Eine Beteiligung an der neuen Gesellschaft strebten die Petscheks nicht an.
Das betriebliche Vermögen der Erft-Bergbau AG gelangte zum 31. Dezember 1956 vollständig zur Roddergrube AG. Ab 1960 gehörte die Brikettfabrik Hubertus in Brüggen sowie der Tagebau Hubertus zur Rheinischen Braunkohlenwerke AG (kurz Rheinbraun, RAG). Nach einer schweren Kohlenstaubexplosion mit vielen Opfern wurde die Brikettfabrik 1964 geschlossen und bis 1967 abgebrochen. Die Grube ging in der Vereinigte Ville auf, die schlussendlich 1988 aufgegeben und rekultiviert wurde.